# Костанцо I Сфорца
Вижте пояснителната страница за други личности с името Костанца Сфорца.
Костанцо I Сфорца (на италиански: Costanzo I Sforza; * 5 юли 1447, Пезаро, Папска държава; † 19 юли 1483, пак там) от влиятелната фамилия Сфорца, е италиански кондотиер, господар на Пезаро и на Градара от 1473 до 1483 г.

## Произход
Той е син на Алесандро Сфорца (* 1409, † 1473), кондотиер, вицемаркиз на Анконската марка (1433), господар на Пезаро (1445 – 1773), господар на Градара и Кастелнуово (1464), велик конетабъл на Неаполитанското кралство (1462), и на първата му съпруга Костанца да Варано (* 1428, † 1447). Негови дядо и баба по бащина линия са Джакомо Атендоло, известен като Муцио Атендоло Сфорца, граф на Котиньола, гонфалониер на Църквата, велик конетабъл на Неаполитанското кралство, и наложницата му Лучия Терцани от Торджано, а по майчина – Пиерджентиле да Варано, папски викарий на Камерино, и Елизабета Малатеста.
Има една сестра:
- Батиста (* 1446, † 1472), херцогиня на Урбино като съпруга на Федерико да Монтефелтро

Има и двама полубратя и две полусестри от извънбрачни връзки на баща си.

## Биография
След смъртта на баща си Костанцо наследява през 1473 г. господството над Пезаро и става църковен викарий и господар на Пезаро.
Той е доблестен кондотиер и участва в много войни на своето време, което не му попречва да бъде и меценат и мек управител на града, който му дължи изграждането на крепостта си.
Летописецът от Ферара Бернардино Дзамботи, по случай пристигането на Костанцо във Ферара през 1482 г., за да помогне на херцог Ерколе I д'Есте във войната срещу венецианците, го описва като „35-годишен, красив по тяло, здрав и с дух“. Той напуска Ферара малко преди пристигането на Алфонсо II Арагонски, херцог на Калабрия, с когото е в спор.
През 1475 г. се жени за Камила Марцано Арагонска, наречена „Ковела“, дъщеря на Марино Марцано, херцог на Сеса, княз на Росано, и на Елеонора Арагонска. Нямат деца. Тя е регентка от 1483 до 1489 г. на неговия извънбрачен син Джовани Сфорца от връзката му с Фиора Бони.
Умира на 19 юли 1483 г., официално „от flusso“, но хората твърдят със сигурност, че е бил отровен по политически причини. Наследен е от неговия извънбрачен син Джовани.

## Брак и потомство
∞ 1475 за Камила Марцано Арагонска, нар. „Ковела“ († 1490), дъщеря на Марино Марцано, херцог на Сеса, княз на Росано, и на Елеонора Арагонска – извънбрачна и припозната дъщеря на краля на Неапол Алфонсо V Арагонски, от която няма деца.
Има двама извънбрачни синове:
- Джовани Сфорца (* 5 юли 1466, Пезаро; † 27 юли 1510, Пезаро), кондотиер, господар на Пезаро и на Градара от 1483 г. до смъртта си, 1. ∞ 1489 г. за Мадалена Гондзага (* 1472, Мантуа; † 8 януари 1490, Пезаро), дъщеря на Федедико I Гонзага, маркиз на Мантуа, от която няма деца 2. ∞ 1493 за Лукреция Борджа (* 18 април 1480, Субиако; † 24 юни 1519, Ферара), анулиран, дъщеря на папа Александър VI, от която няма деца 3. за Джиневра Тиеполо, от която има един син. Има и една извънбрачна дъщеря.
- Галеацо Сфорца (* 1470; † 14 април 1515, Милано), господар на Пезаро (1512) – последният от династията Сфорца, губернатор на Кремона; ∞ за Джиневра Бентивольо, от която няма деца